# Мышца, поднимающая верхнюю губу и крыло носа
Мышца, поднимающая верхнюю губу и крыло носа (лат. Musculus levator labii superioris alaequae nasi) располагается рядом с мышцей, поднимающей верхнюю губу. Начинается от основания лобного отростка верхней челюсти. Заканчивается в области крыла носа.

## Функция
При сокращении поднимает верхнюю губу, углубляя носогубную складку. Тянет крыло носа кверху, расширяя ноздри.